# Waldmann György
Waldmann György (Máslak, Temes vármegye 1875. október 12. – Szeged, 1915. október 10.) királyi katolikus tanítóképző-intézeti tanár Szegeden, Csanád egyházmegyei áldozópap.

## Élete
1899. január 18-án szentelték fel. Káplán volt Aracson, Újbesenyőn, adminisztrátor Kisjenőn, majd segédlelkész Nagykikindán. Hittantanárként dolgozott Makón, 1902-től pedig hitoktató volt Szegeden, egyúttal 1903. július 15-étől tanítóképző-intézeti tanári posztot töltött be.

## Munkái
1. Képek a régi és új Rómából. Írta Evers György. Ford. Óbecse, 1900. (Makra Imrével)
2. Művelődés a XIX. század második felében (1850-1880). Szeged, 1904.
3. Egyetemes történelem a tanító- és tanítónőképzők számára. Budapest, 1906-1907. Két kötet, számos fametszettel.